# GNU social
GNU social（グヌーソーシャル、旧称：StatusNet、Laconicaという時期もあった）は、PHPで書かれたミニブログサーバーのフリー・オープンソースソフトウェアである。分散型ミニブログのオープン基準であるOStatusおよび2.0系列ではActivityPubにも対応しており、GNU socialサーバー間に限らず、OStatusおよびActivityPubに準拠したサーバー間の相互運用が可能である。
機能としてはTwitterに似ているが、GNU socialはミニブログの連合を形成し、オープンで分散したコミュニケーションを目指している点で異なる。

## 歴史
初期はLaconicaというソフトウェアとして、異なるミニブログサービス間の相互運用のためのオープンな標準であるOpenMicroBlogging(後のOStatus)が実装された。
Laconicaという名前は簡潔な発言を意味するラコニック・フレーズ(南部ギリシャの古代国家ラコニア(Laconia)の都市スパルタの指導者の簡潔な言葉遣いに由来)に基づいている。
ミニブログでは140字の字数制限があることから、全ての発言はラコニック・フレーズになるというわけである。
エヴァン・プロドロモウが2007年に立ち上げたControl Yourself社(後のStatusNet社)により運営されるIdenti.caが初めてOpenMicroBloggingをサポートするサービスとして開始された。
Identi.caは2008年7月2日に公開されて24時間の間に8,000人以上の登録と19,000回以上の投稿が行なわれ、2008年11月4日には100万回目の投稿を達成した
。
2009年1月にIdenti.caはベンチャーキャピタルグループMontreal Start Upから出資を受けた。
Identi.caは公開無償アカウントを提供し、誰でもインストールが可能なLaconica(および後のStatusNet)の旗振り役としてControl Yourself社(および後のStatusNet社)によって運営された。
2009年3月30日にControl Yourself社はIdenti.caは2009年5月にローンチされるstatus.netと呼ばれるサービスの一部になると発表した。
status.netは利用者が選択できるサブドメイン下の個人ミニブログを提供した。
Identi.caは無償サービスとして継続した。
すべての投稿はデフォルトでクリエイティブ・コモンズ 3.0で公表されるが、有償利用者は別のライセンスを選択できるようになっていた。
2009年8月にLaconicaはバージョン0.8.1のリリース時にStatusNetに改称された。
2010年3月にバージョン0.9.0がリリースされ、OpenMicroBloggingの後継としてOStatusのサポートが追加された。
その頃、GNU FMの仕事をしていたマット・リーはGNU支持者にStatusNetを盛り上げるための広報活動を行なった。関心は持たれたものの、大きな開発は行なわれなかった。
2012年にはプロドロモウへの出資が終了したことで、StatusNetの開発は暗礁に乗り上げたように見えた。
一方、オープンソースであるStatusNetは人々によってフォークされて開発され続け、中でも主要な開発者のミカエル・ノードフェルドはStatusNetをFree Socialとしてフォークした。
2012年12月、プロドロモウは新しいオープンソースのActivity Streamsサーバーであるpump.ioの開発に集中するため、StatusNetの開発の段階的縮小を表明した。
その結果、Identi.caもpump.ioへ変更されることになり、2013年7月10日にidenti.caはpump.ioでの運営に切り替えた。
プロドロモウがStatusNetから離れた後、2013年6月8日、リーとノードフェルドによりStatusNetとFree socialをGNU socialプロジェクトへ統合することが発表された。